# El Charco
El Charco ist eine Gemeinde (municipio) im Departamento Nariño in Kolumbien. Auf dem Gebiet von El Charco liegt ein Teil des Naturparks Sanquianga.

## Geografie
El Charco liegt in der Provinz Tumaco-Barbacoas im Departamento de Nariño auf einer Höhe von 5 m ü. NN, 465 km von Pasto entfernt am Pazifik und hat eine Durchschnittstemperatur von 28° C. Der Großteil der Gemeinde besteht aus flachem Küstenland, nur der Osten der Gemeinde ist gebirgig und geprägt von der Westkordillere der kolumbianischen Anden. Durch El Charco fließen die Flüsse Río Tapaje, Río Iscuandé, Río Muchica, Río Sequihonda und Río Amarales. Die Gemeinde grenzt im Norden an den Pazifik, Santa Bárbara sowie an Guapi im Departamento del Cauca, im Süden an El Rosario, Cumbitara und Magüí Payán, im Osten an Leiva sowie an Argelia und Balboa in Cauca und im Westen an La Tola.

## Bevölkerung
Die Gemeinde El Charco hat 42.525 Einwohner, von denen 11.663 im städtischen Teil (cabecera municipal) der Gemeinde leben (Stand: 2019).

## Geschichte
El Charco wurde 1886 von Fidel D'Croz und Federico Archer mit dem Namen San Juan Bautista gegründet. Der heutige Name setzte sich aber bereits kurze Zeit später durch. El Charco erhielt 1967 den Status einer Gemeinde.

## Wirtschaft
Die wichtigsten Wirtschaftszweige von El Charco sind Landwirtschaft (insbesondere Bananen, Kokosnüsse und Kakao), Holzwirtschaft, Bergbau (Gold) und Fischerei.

## Infrastruktur
El Charco verfügt über einen kleinen Flughafen, der zwei Mal wöchentlich von Cali aus angeflogen wird. Es existieren keine guten Straßenverbindungen nach El Charco. Es bestehen regelmäßige Schiffsverbindungen von Buenaventura, Tumaco, Guapi, La Tola und Olaya Herrera aus.